# Хуггель, Беньямин
Бе́ньямин (Бени) Хуггель (нем. Benjamin "Beni" Huggel, 7 июля 1977, Дорнах) — швейцарский футболист, опорный полузащитник.

## Карьера
Профессиональную футбольную карьеру Хуггель начал в клубе «Базель», в котором он отыграл 7 лет. В 2005 году, решив попробовать себя в более сильном чемпионате Хуггель перешёл в немецкий «Айнтрахт», но отыграв в нём два сезона, он несмотря на то что был игроком основного состава, вернулся в свой родной клуб «Базель». Закончил карьеру в 2012 году.
Сейчас работает в структуре «Базеля» как тренер детской команды.
В национальной сборной Беньямин Хуггель дебютировал в августе 2003 года в матче со сборной Франции, всего на сегодняшний момент он сыграл 36 матчей за сборную, в которых забил 2 гола.

## Достижения
- Чемпион Швейцарии (6): 2001/02, 2003/04, 2004/05, 2007/08, 2009/10, 2011/12
- Обладатель Кубка Швейцарии (4): 2001/02, 2002/03, 2007/08, 2009/10
- Обладатель Uhrencup (2): 2003, 2008
- Финалист Кубка Германии: 2005/06